# Óváros (Vilnius)

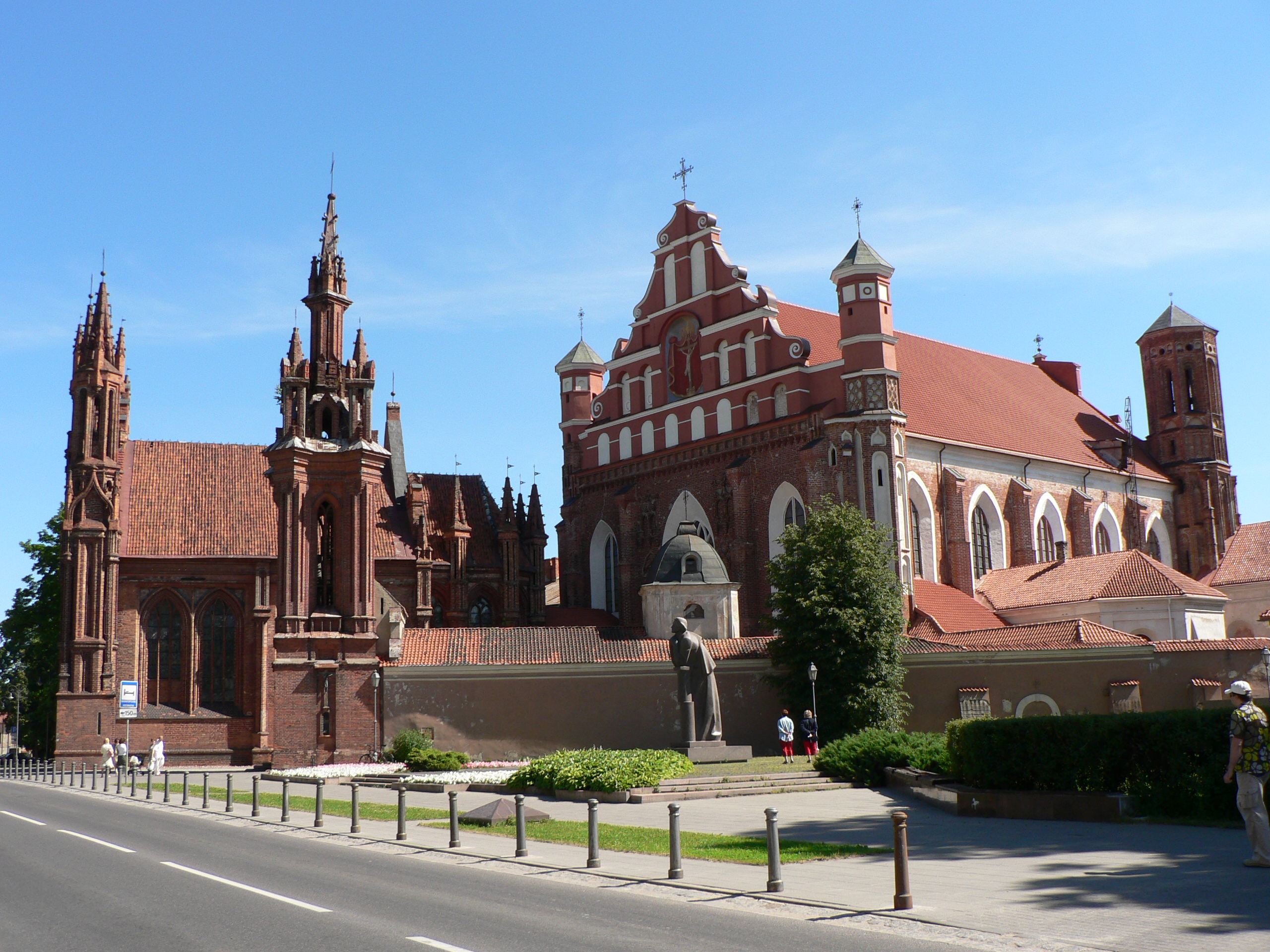
Szent Anna templom

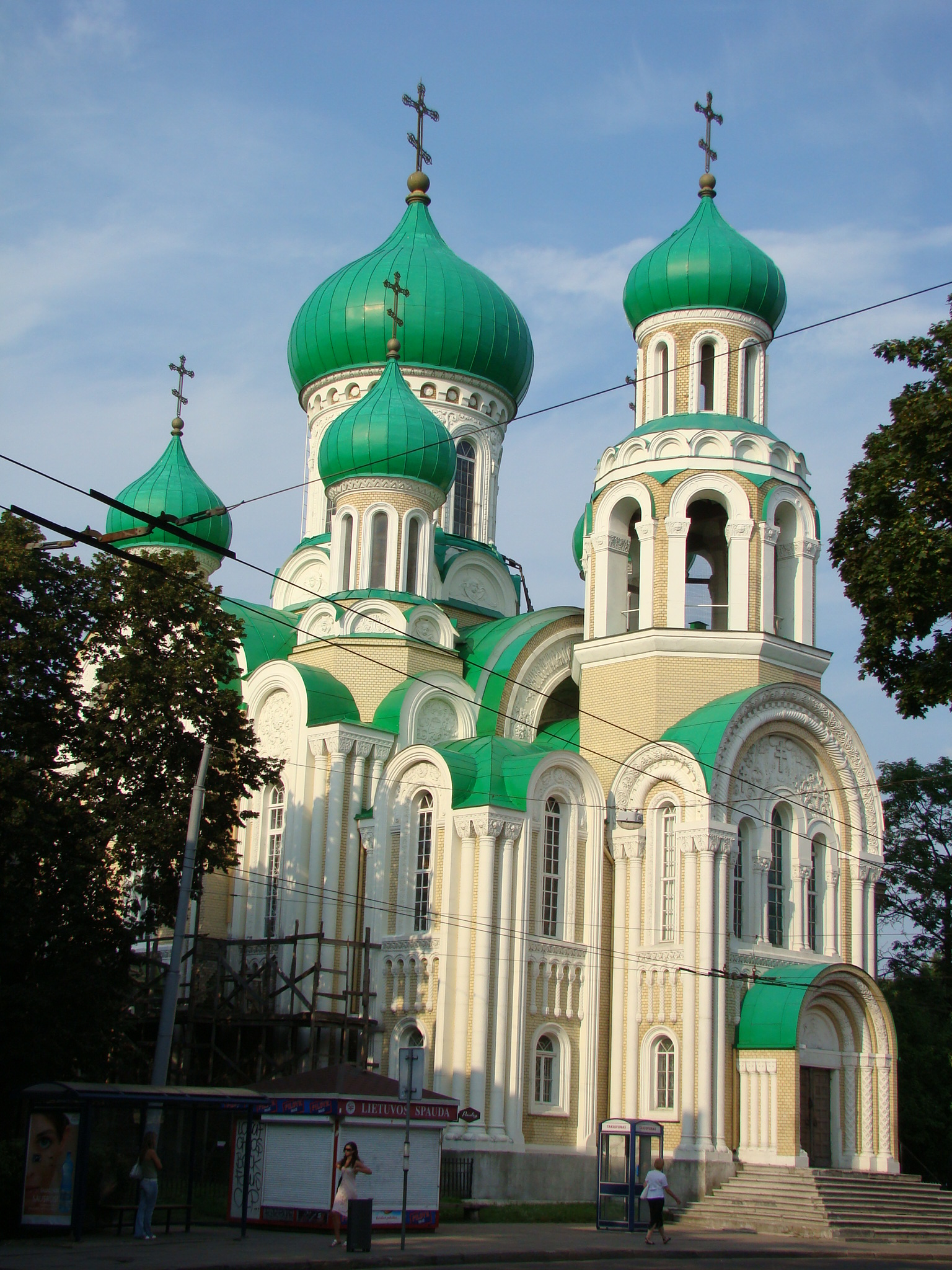
Szent Mihály székesegyház

Vilnius óvárosa (litvánul: Vilniaus senamiestis) Észak-Európa fennmaradt középkori városmagjai közül az egyik legnagyobb a maga 3,59 négyzetkilométerével. A Vilnius 17. kerületét alkotó negyed 74 háztömbjében 1487 épület van, összeadott szintterületük majd másfél millió négyzetméterre rúg.

## Fekvése
A negyed Vilnius közepén, a Neris bal partján helyezkdezik el, területét egykor városfal határolta, melyből mára mindössze a Hajnal-kapu maradt meg.
A városrész Vilnius legrégebbi része, mely századokon keresztül fejlődött, folyamatosan alakulva a várost érő kulturális hatások, és a történelem révén. Ennek következtében a negyedben számos stílus fellelhető, találhatunk gótikus, reneszánsz, barokk és klasszicista épületeket is.
A negyed fő ütőere a folyamatosan lüktető Pilies utca, kávéházakkal, éttermekkel zsúfolva. Vilnius legfontosabb utcája, a Gediminas sugárút csak részben tartozik az óvároshoz, kiindulási pontja, a Katedrális tér azonban a negyed és Vilnius legfontosabb terei közé tartozik, a Városház térhez hasonlóan.
A városrész egyik legösszetettebb építészeti együttese a Vilniusi Egyetem, mely 13 udvaros épületével a legnagyobb tömböt alkotja az Óvárosban. A brüsszeli Mini-Európa kialakításakor ez az épület lett kiválasztva Litvánia reprezentálására.
1994 óta a vilniusi Óváros az UNESCO világörökségi helyszínei közé tartozik. A világörökségi terület elnevezése: Vilnius történelmi központja az egykor fallal körülvett óvárosi résznél valamivel nagyobb területet foglal magában, hisz az egykor Vilnius elővárosaként kialakult Užupist is ide érti. Ennek következtében gyakran Užupist is az Óváros részének tekintik.

## Látnivalók, nevezetességek
Vilnius óvárosa bármely más vilniusi negyednél több látnivalóval, nevezetességgel rendelkezik, többek között:

### Paloták
- Elnöki palota
- Słuszko-palota
- Radziwiłł-palota
- Tyzenhaus-palota
- Vilniusi várkastély a Gediminas-toronnyal és a litván nagyfejedelmi palotával

### Vallási műemlékek
- Szent Anna-templom
- Vilniusi székesegyház a Katedrális tér
- Szent Miklós-templom
- Mindenszentek temploma
- Hajnal-kapu
- Háromkereszt
- Theotokos székesegyház

### Egyéb nevezetességek
- Aláírások háza
- Litván Nemzeti Múzeum
- Litván Nemzeti Drámaszínház
- Vilniusi kazamaták

## Külső hivatkozások
- Vilnius óvárosa bélyegeken